# Pseudananca ruficollis
Pseudananca ruficollis là một loài bọ cánh cứng trong họ Aderidae. Loài này được Blackburn miêu tả khoa học năm 1893.